# Nazareth (Israël)
Nazareth (Hebreeuws: נצרת - Natsrat, Arabisch: الناصرة - Elnasrat,) is een stad in Israël en het centrum van de enige hoofdzakelijk Palestijnse agglomeratie in het land. De plaats ligt in het noorden van Israël, in Centraal Laag-Galilea. Het stadsbeeld wordt beheerst door de Basiliek van de Aankondiging of Annunciatie. Ongeveer tien kilometer ten zuiden van Nazareth ligt de Vlakte van Jizreël en circa tien kilometer naar het oosten bevindt zich de Taborberg. De stad is uit het Nieuwe Testament bekend als de stad waar Jezus opgroeide en trekt daarom een groot aantal christelijke pelgrims.

## Geschiedenis

#### Oudheid
Hoewel opgravingen in de nabijheid duiden op een begraafplaats die dateert uit ca 9000 v.Chr, zijn er verder geen aanwijzingen van een vroege prehistorische bewoning. Opgravingen wijzen uit dat de vroegste bewoning dateert uit de bronstijd en de ijzertijd. Er zijn nauwelijks bewijzen te vinden die duiden op het bestaan van een nederzetting tussen het Assyrische tijdperk en de vroege Romeinse overheersing.

#### Jezus uit Nazareth
Nazareth komt niet voor in de Hebreeuwse Bijbel of de Talmoed. In de synoptische evangeliën wordt Nazareth genoemd als woonplaats van Jozef en Maria. Hier werd Jezus' geboorte aangekondigd en groeide hij op. In het Nieuwe Testament wordt hij daarom regelmatig aangeduid als "Jezus uit Nazareth", bovenal in de zogenoemde INRI, de inscriptie die Pontius Pilatus aan Jezus' kruis liet bevestigen, met volgens het Evangelie volgens Johannes als tekst: "Jezus uit Nazaret, koning van de Joden".
In 2009 vonden Israëlische archeologen bij opgravingen resten van gebouwen die uit de tijd van Jezus zouden stammen. Verder zijn er weinig restanten uit deze periode gevonden. Wellicht is de reden hiervoor dat Nazareth in de oudheid een tamelijk onbelangrijk plattelandsplaatsje was met een oppervlakte van niet meer dan 4 hectare. Op grond van de omvang van het grafveld uit de Herodiaanse periode schat archeoloog Jonathan Reed de bevolkingsgrootte van Nazareth in deze periode op minder dan 400 personen. Op het grafveld is onder meer een (Aramese) voorchristelijke inscriptie aangetroffen.

#### Pelgrimsoord
Pas in de vierde eeuw, toen het christendom een voorname plaats in het Romeinse Rijk ging innemen en de pelgrimage naar Palestina op gang kwam, werd Nazareth een plaats met grotere betekenis. In de middeleeuwen richtten kruisvaarders het Latijns aartsbisdom Nazareth op.

#### Arabisch-Israëlische Oorlog
In het Verdelingsplan van de Verenigde Naties (Resolutie 181 Algemene Vergadering Verenigde Naties van november 1947) aangaande het Britse mandaatgebied Palestina lag Nazareth in het deel dat bedoeld was als de staat voor de Palestijnen. In 1948 veroverde het Israëlische leger het noordelijke gebied ervan en kwam Nazareth in Israël te liggen.
De aanval op de stad begon op 9 juli 1948, de dag na die waarop de eerste wapenstilstand eindigde. Toen het Israëlische bombardement met mortiergranaten begonnen was en de bevolking uitdrijving vreesde, besloot deze uit eigener beweging te vertrekken. De regeringen van de omliggende Arabische landen probeerden dit tegen te gaan (i.v.m. de grote aantallen vluchtelingen die er toen al waren) en David Ben-Gurion, die zich van het belang van de stad voor de internationale christelijke gemeenschap bewust was, wilde daarom in deze plaats geen etnische zuivering en liet het bevel (de plaatselijke Israëlische bevelhebber was Moshe Karmil) om tot ontvolking (16000 personen waarvan 10000 christenen) over te gaan, intrekken.
Nazareth is daardoor nog de stad met de grootste Palestijnse bevolking in Israël (binnen de grenzen van voor 1967): de bevolking mocht voor het grootste deel blijven, aangevuld met vluchtelingen uit omringende dorpen.

#### Conflict rond nieuwe moskee
In 1997 raakten de christelijke en islamitische bevolkingsgroepen in conflict over de bouw van een centrale moskee naast het centrale kerkgebouw, de Basiliek van de Aankondiging; op deze plek zou Maria van de engel Gabriël hebben gehoord dat zij zwanger zou raken van Jezus. Aanvankelijk steunde de Israëlische regering de wens van de moslims - de grootste bevolkingsgroep in Nazareth, om de moskee te bouwen - maar onder massale druk van de internationale christelijke gemeenschap, waaronder het Vaticaan en George W. Bush, de president van de Verenigde Staten, werd in 2002 de bouw van de moskee definitief stilgelegd.

#### De Oktoberbrand van 2000
Met deze naam duiden de Palestijnse Israëli's de protesten en daden van geweld aan die - met de beginnende Tweede Intifada in de Palestijnse Gebieden - optraden in de staat Israël tussen Joodse en Palestijnse Israëli's. 13 Palestijnse Israëli's werden daarbij gedood. Begonnen op 1 oktober en eindigend op de 10 oktober 2000 was Nazareth vooral op 8 en 9 oktober toneel van rellen tussen inwoners van het hoger gelegen Joodse Nazareth Illit en Palestijnse inwoners van Nazareth.

## Bevolking
Nazareth is de stad met de grootste Arabische bevolking in Israël. Eind 2007 woonden er 65.500 burgers in de stad waarvan 69% islamitisch en 31% christelijk. Een in 1956 gestichte voorstad, Nazareth Illit, heeft een overwegend Joodse bevolking. Samen met de eromheen gebouwde wijken heeft Nazareth 210.000 inwoners, waaronder 125.000 Arabieren (59%) en 85.000 Joden (41%). Het is het enige stedelijke nederzetting met meer dan 50.000 inwoners in Israël waar de meerderheid van de bevolking Arabisch is. In 2019 was 99,8% van de stad Nazareth etnisch Arabisch.
| Bevolkingsontwikkeling tussen 1887 en 2019          |
| --------------------------------------------------- |
|                                                     |
| Bron: Israëlisch Centraal Bureau voor de Statistiek |

## Economie, toerisme
De stad is een belangrijk dienstencentrum voor de eigen bevolking en de gehele omgeving, met name inzake groothandel, kleinhandel, onderwijs, regeringsdiensten (samen met Nazareth Illit), religie, amusement, horeca, welzijn, gezondheidszorg en financiën.
Het toerisme is een belangrijke bron van inkomsten voor de stad, voornamelijk van christelijke pelgrims uit het buitenland en Israëlische dagjesmensen. De economie van de stad werd dan ook zwaar getroffen door het geweld tijdens de eerste en de tweede intifada, vanwege het wegblijven van toeristen.
De Basiliek van de Aankondiging is een rooms-katholieke 20e-eeuwse basiliek, de grootste christelijke kerk in het Midden-Oosten. Ook bevindt zich hier de 'Bron van de heilige Maria'.
Verder heeft Nazareth een kleur- en geurrijke markt, vele restaurants en bakkerijen. Nazareth staat speciaal bekend om zijn gebak en andere zoetigheden.

## Straatnamen
Vele straten in Nazareth hebben geen namen maar nummers. Dat komt door onenigheid over de door de Palestijns-Israëlische gemeente aangedragen namen. De landelijke overheid accepteert deze niet. Andere Palestijns-Israëlische gemeenten hebben zelfs geen nummers, hetgeen de postbedeling bemoeilijkt. Dan is er de uitwijkmogelijkheid naar postbussen, maar daar zijn er te weinig van.

## Sport
Nazareth heeft een Palestijns-Israëlische voetbalclub, Maccabi Ahi Nazareth, die in 2003 kortstondig op het hoogste niveau in de Ligat Ha'Al speelde.

## Geboren in Nazareth
- Michel Sabbah (1933), R.K. aartsbisschop; patriarch van Jerusalem 1987-2008
- Emile Shoufani (1947-2024), katholiek priester
- Azmi Bishara (1956), politicus
- Elia Suleiman (1960), regisseur
- Hany Abu-Assad (1961), filmregisseur
- Kees van der Spek (1964), Nederlands journalist en programmamaker
- Rim Banna (1966-2018), zangeres
- Moanes Dabour (1992), voetballer

## Ereburgers
- Felicia Langer

## Partnersteden
- Florence (Italië)
- Den Haag (Nederland)[13]